# Моторный вагон
Мото́рный ваго́н, самохо́дный ваго́н — вагон, на котором установлен тяговый двигатель (например, паровая машина, дизельный или электрический двигатель).
Такой вагон одновременно выполняет функции обычного вагона (перевозка пассажиров или грузов) и локомотива (перемещение поезда). Входит в состав моторо-вагонных секций, моторвагонных поездов и тяговых агрегатов; также в данное понятие входят и автомотрисы. Большинство вагонов трамвая также являются моторными.

## История
Первые моторные вагоны на паровой тяге (паровозо-вагоны) были образованы, когда паровоз оказался наиболее приспособленным до возможности обслуживать самый маленький состав, состоящий из одного вагона. Уже в 1873 году в Россию поступили первые паровозо-вагоны. Их масса составляла 7 тонн, а максимальная скорость — 39 км/ч.
На Баку-Сабунчинской железной дороге был моторный вагон оборудованный четырьмя моторами по 100 л. с. постоянного тока на 600 V, из которых два всегда соединены последовательно. Вес моторного вагона без пассажиров составлял 38 тонн.